# シリア民主軍

シリア民主軍の旗

シリア民主軍（シリアみんしゅぐん、英語: Syrian Democratic Forces, SDF、アラビア語: قوات سوريا الديمقراطية、クルド語: Hêzên Sûriya Demokratîk）は、シリアの反体制派グループ。約40の組織が参加している。

## 概要
シリア内戦下の2015年10月12日、シリアのクルド人民兵部隊クルド人民防衛隊（Kurdish People's Protection Units、YPG）を主体として結成。所属組織には、「ユーフラテスの火山」などそれまでYPGと共闘してきたクルド系、アラブ系、シリア語系キリスト教徒の組織が加わった。
トルコ政府は、YPGをトルコ・クルド人の非合法組織クルディスタン労働者党の一派とみなし、警戒している。シリア民主軍は政府軍を積極的に攻撃しない上に、アメリカから優先的に空爆による支援と武器の供給を受けているため、他の反体制派から反感を持たれている。
アサド政権打倒を最優先目標に掲げていたこれまでの反政府勢力と異なり、2013年以降急速に勢力を拡大したイスラム過激派組織ISIL討伐を主目標としている。主にユーフラテス川以東を活動地域とし、2015年10月以降、ロシア軍の支援（ロシア空軍のシリア空爆）の下、ISILを含めた反政府勢力に対し攻勢に転じているシリア軍とは活動拠点を異にすることで、相互に不干渉の姿勢をとり、衝突を避けていると思われる。

## 歴史

### 背景
シリア内戦ではアサド政権が短期崩壊を回避し、戦闘が長期化したことで反体制派の足並みが乱れはじめ、アサド政権と反体制派の対立だけでなく、反体制派間での対立も目立ち始めるなど、内戦の様相は複数の勢力が複雑に対立し合う構造へと変化していた。その中で、トルコのクルド労働者党（PKK）の影響を受けた新興クルド人政党、クルド民主統一党(PYD)は、傘下の軍事組織クルド人民防衛隊（YPG）を駆使して、政府軍が撤退したクルド人の多い町々を支配した。シリア政府はダマスカスやアレッポを中心とした西部の防衛に集中するために、クルド人との直接対決を避け、PYDもポスト・アサド政権がクルド人の権利を保障するか不透明なため、アサド政権の打倒には慎重だった。これによってムスタファ・バルザーニやジャラル・タラバニ率いるイラクのクルド勢力の影響を受けてきた古株の中小クルド政党は脇に追いやられ、PYD主導の政治勢力・ロジャヴァが成立した。
2014年、ISILがロジャヴァの支配下にある町コバニ（アラブ名：アイン・アル＝アラブ）を攻撃したコバニ包囲戦で、YGPは防衛戦を繰り広げた。隣国トルコの国境沿いで、女性やボランティアの戦闘員がいたため、世界中のメディアに戦闘の様子が報道された。アメリカ軍やイラク・クルドの支援もあってYPGは勝利し、以降ISILに対して攻勢を仕掛けることとなる。

### 結成
PKKと対立関係にあるトルコ政府はPKKの影響を受けたPYD中心のロジャヴァの台頭を警戒していた。また、ロジャヴァの勢力が拡大し、アラブ人が多数を占める地域も支配するようになったため、クルド色を薄める必要性が出てきた。そこで、2015年10月にPYDと協力関係にある武装組織で連合組織「シリア民主軍」が結成された。
結成当初のシリア民主軍は約5万人の兵力を擁し、以下の武装組織が参加したとされる。
- クルド人民防衛隊（YPG）・クルド女性防衛部隊（YPJ） - 兵力2万5,000人
- シリア・アラブ同盟（SAC） - ハサカ県のアラブ人組織。兵力1200人。有志連合から支援を受けていた。
- 革命家軍：アレッポ県郊外、ラッカ県のトルコ国境地帯で活動。兵力は2500 - 3000人
- ユーフラテスの火山作戦司令室 - 兵力4000 - 5000人
- サナーディード軍 - ハサカ県のアラブ人部族の民兵。兵力は700人
- ジャズィーラ旅団連合 - ハサカ県のアラブ人部族の民兵で、兵力は700人
- シリア正教軍事評議会 - ハサカ県のシリア正教徒の民兵。兵力は1500人

2015年11月にはシリア空爆を行っていたロシア軍機がトルコ軍に撃墜され（ロシア軍爆撃機撃墜事件）、トルコとロシアの関係が悪化した。それに伴い、ロシア軍が親トルコの反体制派勢力に徹底的な空爆を行い、それに乗じてSDFが親トルコ勢力を攻撃し、勢力を拡大させていった。

### マンビジ攻略と「ユーフラテスの盾」
2016年6月、SDFはアメリカ軍の支援を受けて、アレッポ県マンビジの攻略に乗り出した。マンビジはISILが支配する都市でトルコ国境に近いため、物資が豊富できれいな水や電力が供給されていた。外国人戦闘員が多く、ジハーディ・ジョンもかつてこの町にいたとされる。ISIL側はイラクでファルージャの攻防戦に追われており、SDF数千人とアメリカ軍特殊部隊員200人という圧倒的な戦力での攻撃にさらされたため、敵の快進撃を許した。8月には残っていたISIL戦闘員が撤退し、シリア民主軍がマンビジ一帯を占領した。
しかし、SDFの台頭はクルドに警戒心を持つトルコ政府を刺激した。6月、トルコの大統領レジェップ・タイイップ・エルドアンは前年のロシア軍機撃墜を謝罪し、アサド政権打倒を棚上げしてロシアと和解した。そのうえで、親トルコのシリア反体制派勢力とトルコ軍による共同作戦「ユーフラテスの盾」を実行し、シリア北部のジャラーブルスとアアザーズの間をISILから奪い取った。これによってISILはトルコ国境から排除され、ロジャヴァにとっては更なる西進（アフリーンの飛び地解消）は不可能になった。

### ラッカとデリゾールの争奪戦
2017年6月6日、SDFはアメリカ軍特殊部隊の支援を受けてISILの「首都」ラッカに向けて進攻した。それと同日、アレッポに駐留していたシリア政府軍の部隊もロシア空軍の支援を受けてラッカへと進軍し、ラッカまで70kmの地点に展開した。
同月30日、SDFが先にラッカを包囲した。ISIL指導部は町から逃げ出し、残されたISIL戦闘員は各方面からSDFの攻撃に晒された。
SDFはISILが一部を支配するデリゾールも攻略を目指し、ラッカ攻略と並行して兵を進めた。デリゾールでは3年ぶりに政府軍が包囲網を突破しており、双方でどちらがISILの支配地を占領するかで競争が繰り広げられた。9月にはSDF部隊が初めてロシア空軍から空爆を受けたとされる。
同年10月17日にSDFはラッカの完全制圧を宣言した。その3日後にはラッカの解放を正式に発表した。
一方、デリゾールは11月にシリア政府軍によって奪還された。

### 「オリーブの枝」
2018年1月にはトルコ軍とその支援を受けたシリア反体制派がSDFの守るアフリーン郡を攻撃し、3月にはアフリーンがトルコ軍に占領された。

### 平和の泉
2019年10月にトルコ軍および自由シリア軍などの部隊はSDF支配地のシリア北東部を攻撃。ラース・アル＝アインなどの都市が制圧された。

### アサド崩壊とマンビジ攻防戦
2024年12月シリア反体制派が大攻勢を開始しアサド政権は崩壊。
そんな混乱の中トルコ軍とその同盟関係のシリア反体制派がSDF支配下のマンビジへ激しい攻撃を加え制圧。その後コバニへの攻撃が加えられるもSDFはその攻撃を撃退し、マンビジへ反撃を開始した。

### シリア暫定政府との統一
2025年3月、マンビジで戦闘が続く中シリア暫定政府とSDFは新国防軍への統一で合意した。